# Václav Trégl
Václav Trégl, född 10 december 1902 i Bělá pod Bezdězem, Böhmen, Österrike-Ungern, död 11 februari 1979 i Prag, Tjeckoslovakien, var en tjeckisk skådespelare. På film syntes han ofta i roller som förvirrade gubbar eller koleriker. Under åren 1932-1978 medverkade han i cirka 180 filmer och TV-produktioner.

## Filmografi, urval
- 1934 – Hej-rup!
- 1952 – Kejsarens bagare
- 1952 – Haseks berättelser från den gamla monarkin
- 1953 – Blodets hemlighet
- 1957 – Dobrý voják Švejk
- 1962 – Baron Prášil
- 1969 – Den sjunde dagen, den åttonde natten
- 1976 – Sommarstället